# NGC 6714
NGC 6714 је ознака објекта на координатама са ректансцензијом 18h 45m 49,0s и деклинацијом + 66° 43" 30'. Открио га је Луис Свифт, 27. маја 1886. Каснијим посматрањима на том положају није уочен никакав астрономски објекат.